# Grotte mit Wasserspielen
Die Grotte mit Wasserspielen in Gotha (Thüringen) war ein Gebäude im ehemaligen Park des Schloss Friedrichsthal.

## Geschichte

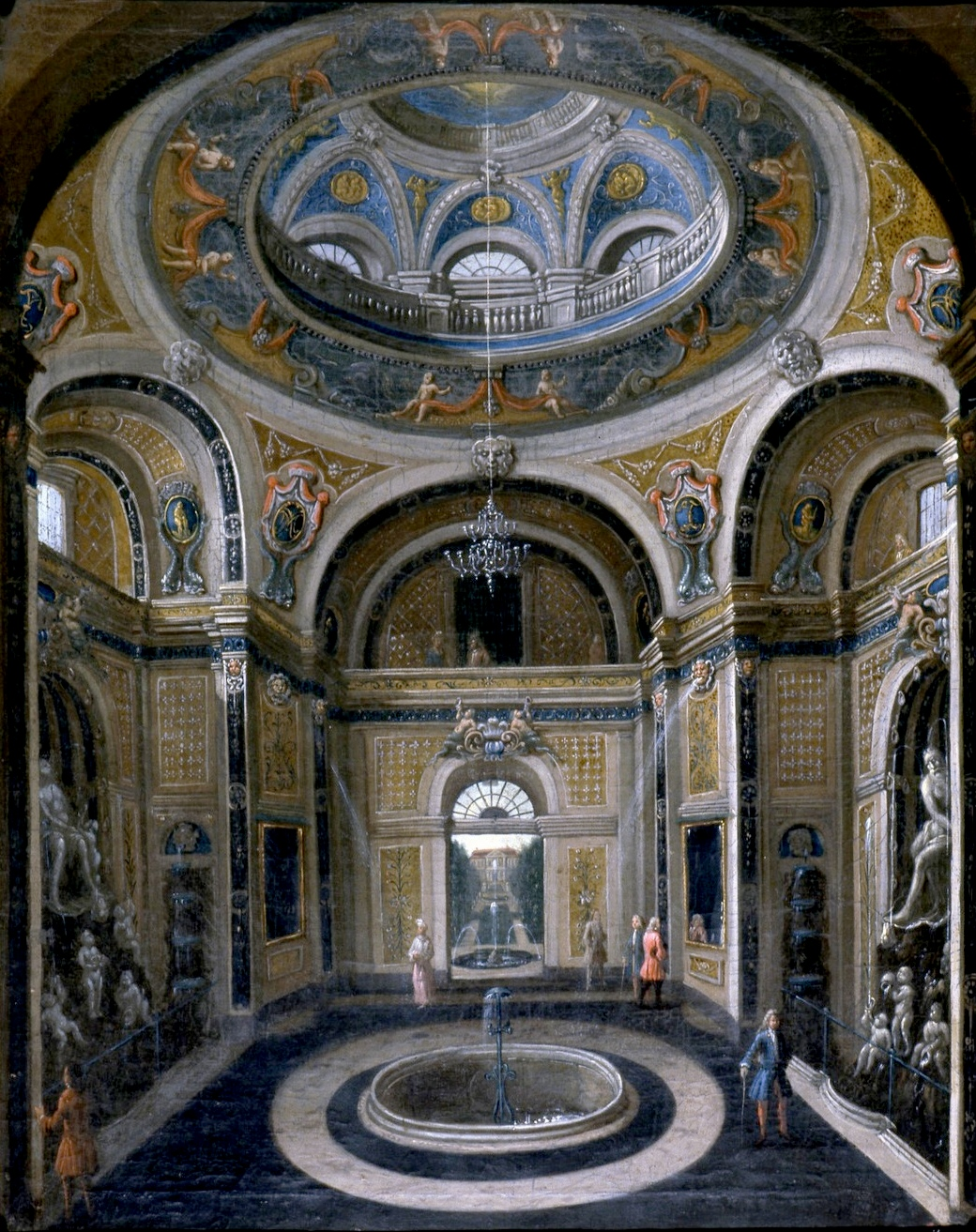
Grotte, Innenansicht

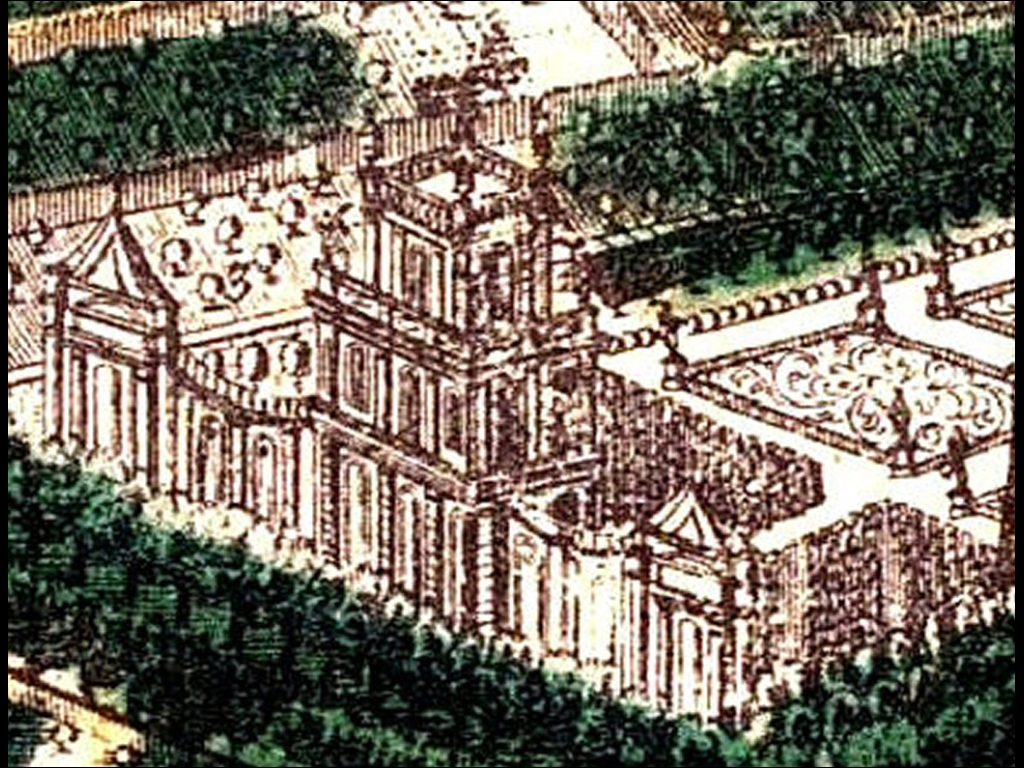
Grotte, Komplettansicht

Die Grotte lag an der Stelle, an welcher sich heute das Amtsgericht befindet. Sie war Teil der hinteren Parkanlage des Schloss Friedrichsthal, welches um 1710 erbaut wurde. Die Parkanlagen mit Grotte entstanden nach Bau des Schlosses und wurden schon um 1720 erwähnt. Es war ein großer anmutiger Garten, mit herrlichen Alleen und freundlichen offenen Plätzen. Eine Fontaine mit Bassin gab dem Ganzen noch mehr Leben. Am östlichen Ende des Gartens befand sich ein rundes, kunstreich gebautes, aber nicht lange in Betrieb gehaltenes Gebäude, man nannte dieses „Die Grotte“. Durch gewisse Vorrichtungen, die jedoch im Laufe der Zeit unbrauchbar geworden waren, sprang Wasser aus allen Wänden und Winkeln, von der Decke und aus dem Fußboden. Die Decken und Wände waren mit Muscheln, Glasstücken und Erz belegt. Das flache Dach der Grotte, das man besteigen konnte, gewährte eine schöne Aussicht auf die umliegende Gegend. Der Boden war mit Marmor ausgelegt. Schon im Jahre 1840 war das Wasserspiel nicht mehr in Betrieb. Die Grotte wurde um 1855 geschleift. Auch die restlichen Parkanlagen mit Wasserspielen verschwanden 1908 durch den Bau des Herzoglichen Rentamtes. Heute ist nichts mehr von der großartigen Parkanlage zu finden.